# Longships

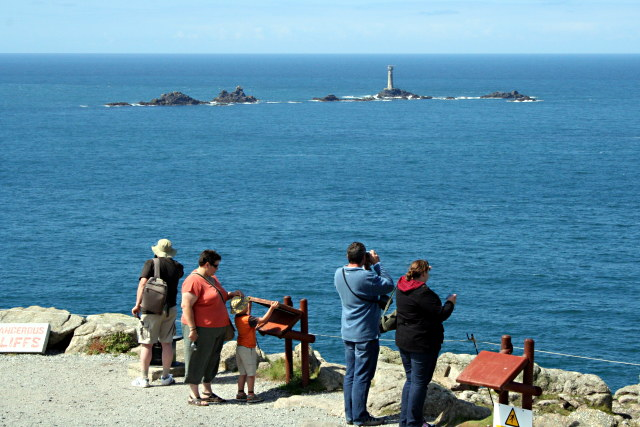
Longships, 2008

Die Longships sind eine Gruppe von Felsen, die Land’s End etwa 2 km westlich vorgelagert sind. Die drei größte Felsen heißen Tal-y-Maen, Carn Bras und Meinek. Auf dem höchsten, Carn Bras, der bis zu 12 m aus dem Wasser ragt, befindet sich das Longships Lighthouse.
Koordinaten: 50° 4′ 0,7″ N, 5° 44′ 48,4″ W